# Ramsay Weston Phipps
Œuvres principales
The Armies of the First French Republic and the Rise of the Marshals of Napoleon I (1926–1939)
Ramsay Weston Phipps, né le 10 avril 1838 à Clonmel en Irlande et mort le 24 juin 1923 à Londres, est un officier et historien militaire britannique d'origine irlandaise. Il participa à la guerre de Crimée ainsi qu'à la répression de la révolte des Féniens du Canada en 1866. Il est surtout connu pour sa série d'ouvrages The Armies of the First French Republic and the Rise of the Marshals of Napoleon I, un ensemble de cinq volumes publiés à titre posthume entre 1926 et 1939 par l'Oxford University Press. Il fit également éditer en anglais les mémoires de Louis Antoine Fauvelet de Bourrienne et de Madame Campan, respectivement en 1885 et 1889.